# Sachsendorf (Gößweinstein)
Sachsendorf ist ein Gemeindeteil des Marktes Gößweinstein im Landkreis Forchheim (Oberfranken, Bayern).

## Geografie
Das in der Wiesentalb gelegene Dorf liegt etwa drei Kilometer ostsüdöstlich des Ortszentrums von Gößweinstein auf einer Höhe von 436 m ü. NHN.

## Geschichte
Bis zum Beginn des 19. Jahrhunderts unterstand Sachsendorf der Landeshoheit des Hochstifts Bamberg. Als das Hochstift Bamberg infolge des Reichsdeputationshauptschlusses 1802/03 säkularisiert und unter Bruch der Reichsverfassung vom Kurfürstentum Pfalz-Baiern annektiert wurde, wurde Sachsendorf ein Teil der bei der „napoleonischen Flurbereinigung“ in Besitz genommenen neubayerischen Gebiete.
Durch die Verwaltungsreformen zu Beginn des 19. Jahrhunderts im Königreich Bayern wurde Sachsendorf mit dem Zweiten Gemeindeedikt im Jahr 1818 ein Gemeindeteil der Ruralgemeinde Stadelhofen. Im Zuge der Gebietsreform in Bayern wurde Sachsendorf mit der Gemeinde Stadelhofen zu Beginn des Jahres 1972 in den Markt Gößweinstein eingegliedert. 2022 hatte Sachsendorf 58 Einwohner.

## Verkehr
Eine von Stadelhofen kommende Gemeindeverbindungsstraße durchquert das Dorf und führt weiter nach Siegmannsbrunn. In der Ortsmitte zweigt von dieser eine weitere Straße ab und führt nordwestwärts zur Staatsstraße 2685. Vom ÖPNV wird der Ort an einer Haltestelle der Buslinie 232 des VGN bedient. Der nächstgelegene Bahnhof befindet sich in Ebermannstadt, es ist der kommerzielle Endbahnhof der Wiesenttalbahn.